# Deméndi de Theszéri
Deméndi de Theszéri ist ein ungarisches Magnatengeschlecht, dessen Sitz in der Herrschaft Demandice, Komitat Hont liegt. Dessen Nachfahren stammen aus Esztergom. Dieses Geschlecht gehört zum Ungarischen Hochadel und im 13. und 14. Jahrhundert trugen sie den Titel Graf. 

## Geschichte
Erstmals wurde dieses Geschlecht in der Stadt Esztergom urkundlich erwähnt, wo Herbort und Ibor, Söhne von Stephanus, in einem Palast lebten. Stephanus stammte aus der Stadt Esztergom und hatte auch einen Landsitz in der Herrschaft Lišov, die er 1235 von König Bela IV. erhielt. Ibor heiratete Vralhala, die Tochter von Comes Gregorius Zsembery, einem der reichsten Adeligen im Komitat Hont.
Ibors Sohn, Magister Stephanus Deméndi de Theszéri, war ein erfolgreicher General unter Matthäus Csák. Er war dort sehr verdient, so dass er viele Herrschaften von ihm erhielt, unter anderem die Burg Visk in Vyškovce nad Ipľom, die von Matthäus Csák errichtet wurde. Stephanus führte Feldzüge in Beršen (ungarisch: Börzsöny oder Nagybörzsöny, deutsch: Deutschpilsen), weil es dort ein großes Vorkommen an Silberminen gab. Im Jahr 1312 verwüstete er die Herrschaft Leľa und belagerte 1313 die Burg Bujak. Die Belagerung blieb ohne Erfolg, da König Karl I. Robert einen Überraschungsangriff durchführte und Stephanus gefangen nahm, der jedoch später fliehen konnte. Der große politische Einfluss war von kurzer Dauer, da Matthäus Csák gegen König Karl I. Robert verlor. Irgendwie gelang es Stephanus, eine Amnestie zu erhalten, und er durfte auch seine Herrschaften behalten. Stephanus erbaute 1317 die Kirche in Demandice.
Der Sohn von Stephanus war Peter Déméndi de Theszéri, der als Anwalt erwähnt wurde. Dessen Sohn Laszlo Déméndi war ein bedeutender Hofkanzler unter König Ludwig dem Großen und Kaiser Sigismund. Laszlo Déméndi hatte zahlreiche hohe Staatspositionen. Da das Geschlecht bei Kaiser Sigismund sehr angesehen war, schenkte dieser ihm zahlreiche Herrschaften  in Dvorníky, Drážovce, Hýbec, Godrog, Hontianske Tesáre, Klastava, Merovce, Súdovce und Pravotice. Insgesamt hatte das Geschlecht Besitztümer mit einer Fläche von 575 km². Dies war der Höhepunkt ihrer Macht, man bezeichnet die Herrschaften als ein kleines Königreich.
Im 16. Jahrhundert waren die Ländereien durch die Türkenkriege bedroht. Zudem hatte die Familie keine männlichen Nachkommen und war daher auch vom Aussterben bedroht. Eine der Erbinnen der riesigen Herrschaften war Elisabeth Déméndi de Theszéri, die dreimal heiratete. Das Geschlecht starb im Mannesstamm aus, aber wurde in weiblicher Linie fortgesetzt in anderen Adelsgeschlechtern, wie den Ürmenyi, Gedey, Pomothy, Kürthy und Grassalkovich.

## Bekannte Mitglieder
- Comes Magister Stephanus Deméndi de Theszéri (1280–1350), General und Freund von Matthäus Csák.
- Peter Déméndi de Theszéri (1344–1372), Anwalt.
- Laszlo oder Ladislaus Deméndi de Theszéri (1340–1419), Hofkanzler unter König Ludwig den Großen und Kaiser Sigismund.
- Miklós Brigant, vertrat das Komitat Hont im parliament in Budapest am 1447.
- Peter Déméndi de Theszéri, war Alispan (Vice-Comes) des Komitats Hont (1467–1471).
- Elisabeth Déméndi de Theszéri (1490–1550), Erbin der riesigen Herrschaft.

## Genealogie
- Joannes Déméndi de Theszéri[4]
  - Stephanus  (1280–1350)
    - Nicolaus
    - Stephanus
    - Peter (1344–1372)
      - Ladislaus (1340–1419), Bischof von Neutra, Veszprém und Nagyvarad. Kaiserlicher Hofkanzler und Hofchirurg von Kaiser Sigismund, Königin Maria und Königin Hedwig von Polen
      - Benedict
        - Ladislaus
          - Imre
          - Michael
          - Stephanus
            - Ladislaus 
              - Imre
              - Fruzsina,  ⚭ Ladislaus Luby
              - Barbara, ⚭ Karoly Hangony
              - Margit, ⚭ Franciscus Kürthy de Csathi
              - Elisabeth (1490–1550), ⚭ I. Peter Gedey, ⚭ II. Michael Horvath de Szent-Mihalyi ⚭ III. Franciscus Pomothy de Horhi et Unatényi